# Brentingby
Brentingby – wieś w Anglii, w hrabstwie Leicestershire. Leży 24 km na północny wschód od miasta Leicester i 147 km na północ od Londynu.